# Trnava (miasto Užice)
Trnava (cyr. Трнава) – wieś w Serbii, w okręgu zlatiborskim, w mieście Užice. W 2011 roku liczyła 378 mieszkańców.